# السیمونیس
السیمونیس (انگلیسی: Alcimoennis) یک شهر مدرن در کلهایم بایر آلمان است. این نام از بطلمیوس است که در جغرافیای او، فقط نام و محل سکونت را شرح داده است.